# Trypanidius albosignatus
Trypanidius albosignatus es una especie de escarabajo longicornio del género Trypanidius, tribu Acanthocinini, subfamilia Lamiinae. Fue descrita científicamente por Melzer en 1932.

## Descripción
Mide 11-17 milímetros de longitud.

## Distribución
Se distribuye por Brasil.